# Nicòfanes de Megalòpolis
Nicòfanes (en grec antic: Νικοφάνης, llatí: Nicophănes) fou un dirigent de la ciutat arcàdia de Megalòpolis que va viure al segle iii aC.
Lligat a Arat de Sició per llaços d'hospitalitat, va fer un acord secret amb el seu amic pel qual, juntament amb Cèrcides, va convèncer els megalopolitans d'enviar una ambaixada al congrés dels aqueus per induir-los a unir-se a ells per obtenir ajuda d'Antígon III Dosó de Macedònia. El mateix Nicòfanes va ser un dels ambaixadors, i la missió va tenir èxit. Els fets van succeir l'any 225 aC, segons la narració de Polibi.